# Hans-Jürgen Klein

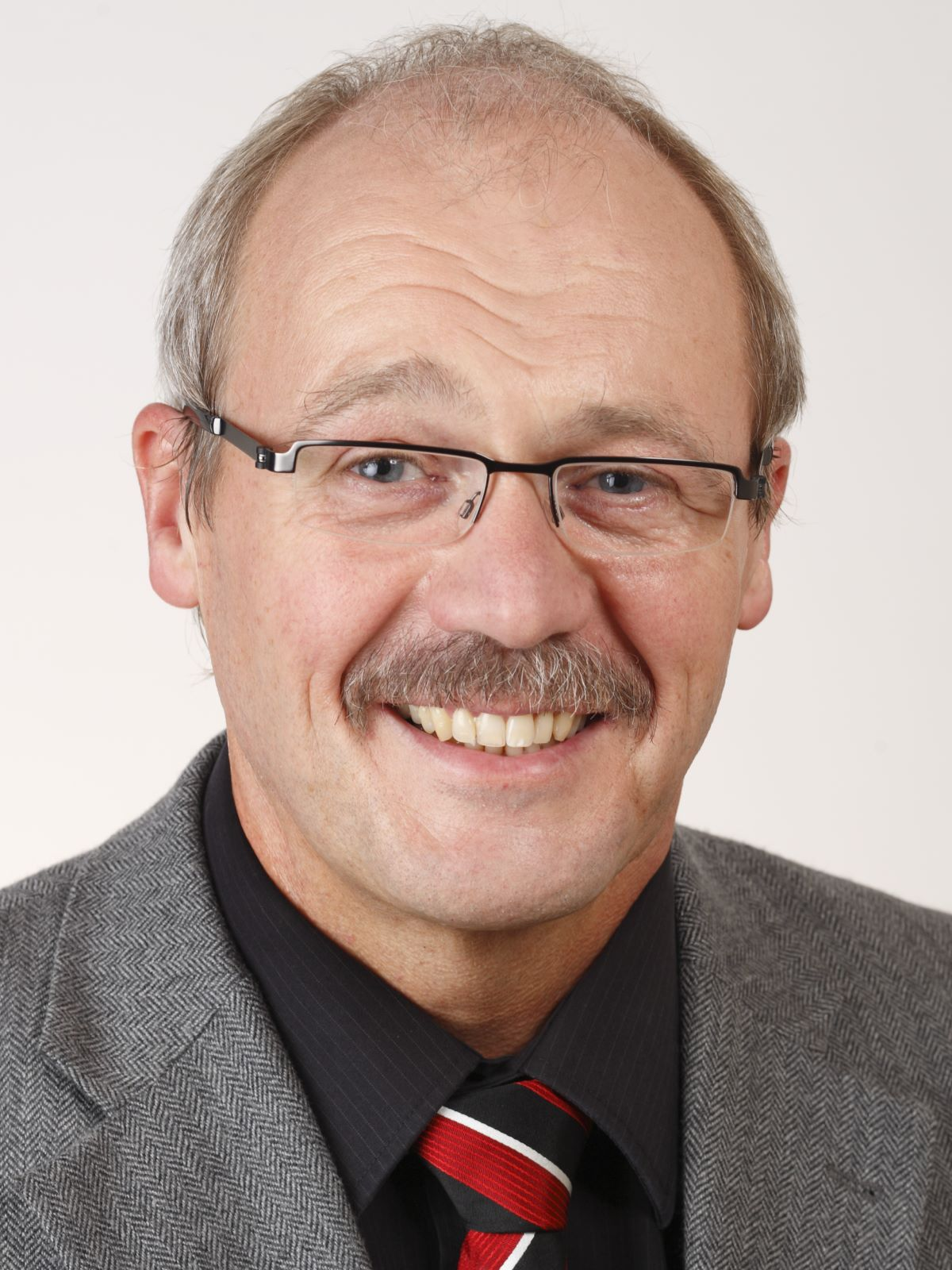
Hans-Jürgen Klein im Herbst 2007

Hans-Jürgen Klein (* 21. Mai 1952 in Recke (Westfalen)) ist ein deutscher Politiker und war von 1998 bis 2013 Mitglied des Niedersächsischen Landtags. Er ist verheiratet und hat vier Kinder.

## Ausbildung und Beruf
Nach dem Realschulabschluss besuchte Klein die Höhere Handelsschule in Ibbenbüren. Von 1970 bis 1973 machte er eine Ausbildung zum Kommunalbeamten beim Landschaftsverband Westfalen-Lippe in Münster. Anschließend arbeitete er bis 1976 als Unfallsachbearbeiter und bis 1980 als Organisationssachbearbeiter und stellvertretender Abteilungsleiter bei der Universität Köln. Danach war er Hausmann.

## Partei
Seit 1983 ist Hans-Jürgen Klein Mitglied von Bündnis 90/Die Grünen.
Von 1986 bis 1995 arbeitete Klein als Geschäftsführer von Bündnis 90/Die Grünen im Kreisverband Cuxhaven. Anschließend war er bis 1998 Mitarbeiter in der Grünen-Fraktion im Niedersächsischen Landtag.

## Abgeordneter
Von 1986 bis 1998 war Hans-Jürgen Klein im Gemeinderat der Samtgemeinde Sietland und bis 2001 Gemeinderat von Steinau. Daneben gehörte er zwischen 1991 und 1998 dem Kreistag von Cuxhaven an. Von 1998 bis 2013 war er Mitglied des Niedersächsischen Landtags. Klein war haushaltspolitischer Sprecher der Landtagsfraktion der Grünen und Mitglied im Präsidium des Niedersächsischen Landtages.
Außerdem war Klein Mitglied in den Versammlungen der Metropolregion Hamburg und Nordwest.